# Ed van der Elsken
Ed van der Elsken (Ámsterdam, 10 de marzo de 1925 - Edam, 28 de diciembre de 1990) fue un fotógrafo holandés.
Estudió diseño y pintura en Ámsterdam y tras la Segunda Guerra Mundial entró a trabajar en un laboratorio fotográfico de la ciudad, pero en 1950 se traslada a París como corresponsal de un periódico holandés. Participó en la exposición realizada en 1954 por los miembros de la fotografía subjetiva y en la muestra The Family of Man de 1956. Su reportaje sobre el ambiente parisino influido por el clima existencialista que existía lo recoge en su libro Een liefdesgeschiedenis in Saint Germain des Prés (Una historia de amor en Saint Germain des Prés) publicado ese mismo año, en el que se publicó también la versión inglesa con el título de Love on the left bank (El amor en la orilla izquierda). 
En 1955 regresó a Edam aunque realizó viajes por diferentes lugares fotografiando tribus africanas, músicos de jazz y la vida en algunas ciudades de Japón, China y Sudáfrica. En los años sesenta se publicó su más importante libro, uno de los más destacados fotolibros holandeses de la década: Sweet Life. Con ediciones en multitud de países, en España fue publicado por la editorial Lumen. En los años setenta comenzó a dedicarse principalmente a ilustrar libros y a realizar películas y reportajes sobre la naturaleza en Edam. 
Su trabajo fue principalmente en blanco y negro, aunque también hizo parte del mismo en color. Era dado a la iluminación natural y como ejemplo su serie sobre los músicos de jazz la realizó renunciando al empleo del flash.
A partir de 1969 se dedicó a realizar películas como director independiente, en 1971 recibió el Premio Nacional de Cinematografía de los Países Bajos, siendo Bye la última película que hizo entre 1989 y 1990 cuando ya sabía que tenía cáncer de próstata terminal.